# Kevin Poulsen
Kevin Lee Poulsen', ameriški heker in urednik, * 30. november 1965, Pasadena, Kalifornija, Združene države Amerike.
Znan je zaradi vdora v FBI-jevo podatkovno zbirko. Trenutno je zaposlen kot urednik revije Wired.

## Življenje
Svojo hekersko kariero je začel z vdiranjem v radijske frekvence, pri trinajstih letih pa je že znal manipulirati s telefonskimi sistemi in obiti plačljive pogovore v telefonskih govorilnicah. Čeprav je bila to zanj na začetku le igra, je kmalu postal eden izmed najbolj znanih ameriških hekerjev.

## Dark Dante in njegovo delo
Pri šestnajstih letih je Kevin že prisluškoval konferenčnim klicem in telefonskim linijam.  
Prvi barvni računalnik (TRS-80) je dobil pri sedemnajstih, kmalu za tem je vdrl v arpanet, predhodnik interneta, pod okriljem ameriškega ministrstva za obrambo. Čeprav so njegov vdor odkrili, za ta napad ni bil obtožen. Po napadu na Arpanet je delal kot programer pri SIR (Socially Responsible Investment) in Sun Microsystems, hkrati pa je postal tudi svetovalec za računalniško varnost v Pentagonu. 
Leta 1988 je policija domnevala, da je Poulsen vdrl v podatkovno bazo FBI-ja, da bi pridobil dostop do informacij o Ferdinandu Marcosu (Filipinski diktator od 1965 do 1986). Po vdoru v FBI-evo bazo podatkov se je Kevin uspešno skrival policiji. Kot begunec je  ponovno vdrl v FBI-evo bazo podatkov ter razkril širši javnosti podrobnosti o prisluškovanju tujim konzulatom, domnevnim mafijcem in celo Ameriški uniji za državljanske svoboščine (American Civil Liberties Union).
Nadel si je vzdevek »Dark Dante«, drugi pa so ga poznali pod vzdevkom »črni heker« (black hat hacker). 
Vse do leta 1987 je policija neuspešno poskušala izslediti Poulsena, na sled pa so mu prišli šele po prijavi lastnika stanovanja, v katerem sta se s prijateljem pripravljala na različne hekerske podvige. Lastnik ju je prijavil, saj nista redno plačevala najemnine. V stanovanju sta pustila telefon in računalnik, na katerem je policija našla obremenilne dokaze. Poulsen je bil obtožen kraje zaupnih vojaških informacij in obsojen na 18 mesecev zaporne kazni.
V javnosti se je izpostavil šele v začetku leta 1990, ko je z dvema prijateljema prevzel nadzor nad telefonskimi linijami radijske postaje Los Angeles 102,5 KIIS-FM in si tako zagotovil, da je prav on postal 102. klicatelj ter prejel novega Porsche 944 S2 Cabriolet.
Leta 1991 je bil Kevin povabljen v ameriško oddajo z naslovom Unsolved Mysteries, v kateri je bil označen za enega izmed najboljših ameriških hekerjev, pogovor je tekel o njegovih sposobnostih. Po oddaji je Poulsen prejel številne kritike javnosti na račun njegovih sposobnosti. Kritikam pa ni ušla niti avtorica oddaje, televizijska mreža NBC, zanimivo je tudi, da je bila telefonska linija NBC-ja en teden po oddaji  skrivnostno izključena.
Istega leta je Vojno letalstvo Združenih držav Amerike ugotovilo, da je oseba, znana pod vzdevkom Dark Dante, vdrla v njihovo bazo podatkov. Kevin je bil zopet obsojen, tokrat na eno leto zapora. Vendar ga tudi ponovna zaporna kazen ni ustavila, saj je leta 1993 z dvema prijateljema ponovno blokiral tri različne frekvence radiev v Los Angelesu in tako osvojil tri glavne nagrade. Obsojen je bil na pet let zaporne kazni, hkrati pa dobil prepoved uporabe interneta. Takoj po odsluženi kazni je dobil ponudbo za delo pri Tech TV, ki jo je tudi sprejel.

## Novinarska pot
Po petletni odsluženi  zaporni kazni se je Poulsen odločil preusmeriti v novinarstvo. Začel je pisati novice s področja hekanja pri ameriški firmi SecurtyFocus, kasneje se je zaposlil pri Symantec Corporation, ki se ukvarja s programsko opremo.
Leta 2005 je postal glavni urednik revije Wired News, kjer je ustvaril svoj blog z imenom Threat Level. Na blogu redno objavlja aktualne novice.

## Knjige
- Poulsen, Kevin (2011). Kingpin: How One Hacker Took Over the Billion-Dollar Cybercrime Underground[4]. ISBN 978-0-307-58868-5.